# Katherine MacLean
Katherine Anne MacLean (Glen Ridge (New Jersey), 22 januari 1925 - 1 september 2019) was een Amerikaans schrijfster van sciencefiction.

## Biografie
Katherine MacLean was een dochter van de ingenieur Gordon MacLean en diens vrouw Ruth Crawford. Ze behaalde een Bachelor of Arts aan het Barnard College in New York. Ze heeft onder meer in een scheikundig laboratorium gewerkt voor ze schrijfster werd.
Haar eerste fictieve verhaal, getiteld Incommunicado, zond MacLean in 1947 naar Astounding Science Fiction-redacteur John W. Campbell. Dit deed zij onder de naam K. MacLean, omdat ze bang was dat haar werk afgekeurd zou worden als bekend zou zijn dat een vrouw het geschreven had. Campbell wilde Incommunicado in zijn geheel publiceren en vroeg daarom MacLean het verhaal in te korten. Het eerste verhaal van MacLean dat gepubliceerd werd, was Defense Mechanism in 1949 in Astounding Science Fiction. Incommunicado en And Be Merry volgden een jaar later. In 1971 won MacLean een Nebula Award in de novella-categorie voor The Missing Man.
In 2003 werd ze geëerd als SFWA Author Emeritus. In 2011 ontving zij de Cordwainer Smith Rediscovery Award. Ze overleed op 94-jarige leeftijd.

## Werk (selectie)
- Defense Mechanism (1949)
- And Be Merry (1950)
- Incommunicado (1950)
- Feedback (1951)
- Syndrome Johnny (1951)
- Pictures Don't Lie (1951)
- The Snowball Effect (1952)
- Games (1953)
- The Diploids (1953)
- Second Game (1958)
- Unclean Sacrifice (1958)
- The Diploids and Other Flights of Fancy (1962)
- The Missing Man (1971)
- Dark Wing (1979, met Carl West)
- The Trouble with You Earth People (1980)
- The Second Game (1981)

- Bibsys: 12070900
- Bibliothèque nationale de France: cb119138182 (data)
- Gemeinsame Normdatei: 1053279906
- International Standard Name Identifier: 0000 0000 6713 9526
- Library of Congress Control Number: n78065691
- Nationale bibliotheek van Australië: 35320215
- Nationale en Universitaire bibliotheek Zagreb: 000055219
- Réseau des bibliothèques de Suisse occidentale: 02-A020410876
- SNAC: w6r355rh
- Système universitaire de documentation: 187533407
- Virtual International Authority File: 39969014
- WorldCat: E39PBJvhrt9PRvTQCwBTRhjjYP